# Spiraeopsis papuana
Spiraeopsis papuana är en tvåhjärtbladig växtart som först beskrevs av August Adriaan Pulle, och fick sitt nu gällande namn av Perry. Spiraeopsis papuana ingår i släktet Spiraeopsis och familjen Cunoniaceae. Inga underarter finns listade i Catalogue of Life.